# Північно-східні околиці озера Донузлав
Північно-східні околиці озера Донузлав — ландшафтний заказник місцевого значення, розташований неподалік від смт Новоозерне Євпаторійської міськради, АР Крим. Створений відповідно до Постанови ВР АРК № 353 від 20 травня 1980 року.

## Загальні відомості
Площа 800 га, розташований на північний схід від смт Новоозерне Євпаторійської міськради.
Заказник створений із метою охорони та збереження в природному стані природних комплексів.
1. ↑  Атлас адміністративно-територіального устрою України. Новий районний поділ та територіальні громади: 2020.
2. ↑  Постанова Верховної Ради України від 17 липня 2020 року № 807-IX «Про утворення та ліквідацію районів»
3. ↑  Закон України від 23 серпня 2023 року № 3334-IX «Про внесення змін до деяких законодавчих актів України щодо вирішення окремих питань адміністративно-територіального устрою Автономної Республіки Крим»